# Run Sweetheart Run
Run Sweetheart Run es una película de terror estadounidense de 2020 dirigida por Shana Feste, a partir de un guion escrito por Feste, Keith Josef Adkins y Kellee Terrell. La película está protagonizada por Ella Balinska, Pilou Asbæk, Clark Gregg, Aml Ameen, Dayo Okeniyi, Betsy Brandt y Shohreh Aghdashloo.
Run Sweetheart Run tuvo su estreno mundial en el Festival de Cine de Sundance de 2020 y fue lanzado el 28 de octubre de 2022 por Amazon Studios a través de Prime Video. 

## Reparto
- Ella Balinska como Cherie
- Pilou Asbæk como Ethan
- Clark Gregg como James R. Fuller
- Aml Ameen como Quidda
- Dayo Okeniyi como Trey
- Betsy Brandt como Judy
- Shohreh Aghdashloo como Dinah
- Brandon Keener como Brett
- Briana Lane como secretaria #2
- Olivia May como recepcionista de bufete de abogados
- Lamar Johnson como Norlon

## Producción
En junio de 2018, se anunció que Shana Feste dirigiría la película, a partir de un guion que escribió junto a Keith Josef Adkins y Kellee Terrell. Jason Blum, Brian Kavanaugh-Jones y Feste se desempeñarían como productores de la película, bajo sus productoras Blumhouse Productions, Automatik y Quiet Girl Productions, respectivamente. En febrero de 2019, Ella Balinska, Pilou Asbæk, Clark Gregg, Aml Ameen, Dayo Okeniyi, Betsy Brandt y Shohreh Aghdashloo se unieron al reparto de la película. Feste basó la película en sus experiencias de la vida real de ser víctima de una cita traumática y agresión sexual.
La fotografía principal comenzó en Los Ángeles, California en febrero de 2019.

## Estreno
Tuvo su estreno mundial en el Festival de Cine de Sundance el 27 de enero de 2020. También estaba programada para proyectarse en South by Southwest el 13 de marzo de 2020, pero el festival fue cancelado debido a la pandemia de COVID-19. Blumhouse Tilt y OTL Releasing programaron su estreno en cines el 8 de mayo de 2020, pero se retiró de la programación debido al cierre de salas de cine debido a las restricciones de la pandemia. En mayo de 2020, Amazon Studios adquirió los derechos de distribución de la película y la lanzó digitalmente en Amazon Prime Video el 28 de octubre de 2022.

## Recepción
En el sitio web de revisión y reseñas Rotten Tomatoes, la película obtuvo un índice de aprobación del 62% sobre la base de 34 reseñas, con una calificación promedio de 5.6/10. El consenso de los críticos del sitio web dice: “La mano dura de Run Sweetheart Run mitiga la eficacia de su mensaje, pero sigue siendo un thriller astuto e impredecible”. En Metacritic, la película obtuvo un puntaje promedio de 48 sobre 100, basado en 12 críticas, lo cual indica “reseñas mixtas o promedio”.